# Nyctemera anomala
Nyctemera anomala là một loài bướm đêm thuộc phân họ Arctiinae, họ Erebidae.